# Folke Erbo
Folke Erhard Erbo född 2 mars 1907 i Ängelholm, död 27 juni 1991 i Stockholm, svensk kompositör, radioproducent, sångare och musiker (trummor). 
Erbo var från 1950-talet anställd vid Radiotjänst som grammofonproducent och blev 1961 chef för radiounderhållningens grammofonsektion. Som musiker var han bland annat Lothar B. Jönsson i Helmer Bryds EFQ i Mosebacke Monarki. 
Folke Erbo är gravsatt i minneslunden på Skogskyrkogården i Stockholm.

## Filmmusik
- 1968 – Farbror Blås nya båt

## Filmografi roller
- 1940 – Hennes melodi - batterist på Delmonico

## Diskografi i urval
- Skratta och vissla (I love to whistle), med Florence Bengtsson och Sam Samsons orkester
- Flickan från min Filmjournal (The girl of the Police gazette), med Bosse Rosendahls orkester
- God natt, älskling, med Sam Samsons orkester
- Godnatt min vän (Goodnight my friend), med Bosse Rosendahls orkester
- Hör min sång Violetta, med Sam Samsons orkester
- Nattens melodi, med Sam Samsons orkester
- Madrassen (Leaning on a Lamppost), sång och trummor med Helmer Bryds EFQ.